# Габрієль Урпі
Габрієль Урпі (ісп. Gabriel Urpí; нар. 16 серпня 1961) — колишній іспанський тенісист.
Найвищу одиночну позицію світового рейтингу — 106 місце досяг 18 травня 1981, парну — 182 місце — 3 січня 1983 року.
Найвищим досягненням на турнірах Великого шолома було 3 коло в одиночному розряді.

## Фінали челленджерів

### Одиночний розряд: (1-0)
| Результат | W-L | Дата        | Турнір          | Покриття | Суперник        | Рахунок       |
| --------- | --- | ----------- | --------------- | -------- | --------------- | ------------- |
| Перемога  | 1–0 | січень 1985 | Агадір, Марокко | Ґрунт    | Девід де Мігель | 2–6, 6–4, 6–0 |

### Парний розряд: (2-1)
| Результат | W-L | Дата          | Турнір                   | Покриття | Партнер          | Суперники                        | Рахунок       |
| --------- | --- | ------------- | ------------------------ | -------- | ---------------- | -------------------------------- | ------------- |
| Поразка   | 0–1 | березень 1980 | Сан-Луїс-Потосі, Мексика | Ґрунт    | Раміро Бенавідес | Майк Барр Режан Женуа            | 4–6, 4–6      |
| Перемога  | 1–1 | квітень 1982  | Паріолі, Італія          | Ґрунт    | Іван Камус       | Гільєрмо Обоне Фернандо Майнетто | 3–6, 6–4, 6–3 |
| Перемога  | 2–1 | серпень 1983  | Віго, Іспанія            | Ґрунт    | Лоренсо Фаргас   | Іван Камус Рауль Вівер           | 6–4, 4–6, 6–2 |